# Біличанське кладовище
Білича́нське кладови́ще — некрополь у Святошинському районі міста Києва. Виник як сільське кладовище для поховання мешканців села Біличі. Цвинтар виник разом із селом, у другій половині XVIII століття і відтоді існує на тому ж місці. Закрите для масових поховань, дозволено підпоховання у родинну могилу
Церквою кладовища вважається церква Зачатія Іоанна Хрестителя (УПЦ МП).